# Apanteles sophiae
Apanteles sophiae är en stekelart som beskrevs av Papp 1972. Apanteles sophiae ingår i släktet Apanteles och familjen bracksteklar. Inga underarter finns listade i Catalogue of Life.